# 우익청년 윤성호
"우익청년 윤성호"(Seongho, The Right wing boy)는 한국에서 제작된 윤성호 감독의 2004년 다큐멘터리 영화이다. 독립영화인 국가보안법철폐 프로젝트라는 이름으로도 알려져 있다.